# Sidangkal
Sidangkal is een bestuurslaag in het regentschap Padang Sidempuan van de provincie Noord-Sumatra, Indonesië. Sidangkal telt 3380 inwoners (volkstelling 2010).